# سوزان إرشلر
سوزان إرشلر (بالإنجليزية: Susan Ershler)هي متسلقة جبال أمريكية ومؤلفة ومتحدثة تحفيزية. في 16 مايو 2002، وصلت إيرشلر وزوجها فيل (أول أمريكي يصعد الوجه الشمالي لجبل إيفرست) إلى قمة إيفرست، وأكملا بذلك صعود أعلى جبل في كل قارة (القمم السبع).

## الكتب
- إرشلر، سوزان؛ إرشلر، Phil (2009). معًا على قمة العالم. Grand Central Publishing.
- إرشلر، سوزان؛ Waechter، John (2014). التغلب على قمم المبيعات السبع. HarperCollins.